# ポンヤオロマップ岳
ポンヤオロマップ岳（ポンヤオロマップだけ）は、北海道の広尾郡大樹町にある標高1,404.9mの山である。山頂には三等三角点「奔遣岳」が設置されている。

## 概要
日高山脈を構成する中日高の山で、主稜線上のペテガリ岳の東にある標高1,573m峰から東に伸びる早大尾根と呼ばれる支稜線上に位置する。
山名は南に流れる歴舟川支流のポンヤオロマップ川の源頭であることに由来し、かつて歴舟川上流はアイヌ語地名で「ヤオロオマプ（陸・の中・に入る・もの）」と呼ばれており、その支流であることを意味する「ポン（小さい）」を加えたものである。

## 登山
ペテガリ岳まで続く登山道があり、その通過点にポンヤオロマップ岳がある。
歴舟川支流林道から登山口へ向かうが、2016年に発生した台風により林道が決壊したため坂下仙境へ向かう歴舟川本流林道との分岐（林道起点から1.5km地点）からゲートが設置され車は通行できない。ゲートからはしばらく林道を歩くが崩壊箇所があり一部は橋が決壊しているため川を徒渉する。林道を歩くとやがてペテガリ岳の登山口に到着する。そこからは登山道となるが一部不明瞭な箇所があるため遭難には注意する必要がある。林道決壊のため大幅に距離が長くなってしまい、かなり長時間かかる山になってしまったほか、途中には山小屋がない。